# Cryptocoryne thwaitesii
Cryptocoryne thwaitesii là một loài thực vật có hoa trong họ Ráy (Araceae). Loài này được Schott mô tả khoa học đầu tiên năm 1857.